# Pop Airplay
Mainstream Top 40 là một bảng xếp hạng dựa vào tần sóng phát thanh đến từ tạp chí Billboard, hay còn được biết đến với cái tên Pop Songs trên trang web Billboard.com. Bảng xếp hạng này thường hay bị nhầm và lẫn lộn với một loại bảng xếp hạng nhạc pop khác là Pop 100 Airplay - tuy nhiên bảng xếp hạng này hiện nay đã ngưng hoạt động. Trong khi đó, cả hai bảng xếp hạng Mainstream Top 40 và Pop 100 Airplay đều là do tần sóng của các bài hát phát trên những đài radio nhạc pop chính thức theo định hướng, nhưng Pop 100 Airplay (cũng giống như Hot 100 Airplay) hơi khác một chút là hoạt động theo các biện pháp đã được thống kê dựa trên tần số hiển thị ca khúc trên đài phát thanh, còn Mainstream Top 40 là bảng xếp hạng sử dụng tổng số điểm nhận diện bài hát. Arbitron đôi khi đề cập đến các định dạng như Pop Contemporary Hit Radio.
Hiện nay, Rihanna là nghệ sĩ đang nắm giữ kỷ lục với 7 đĩa đơn giành vị trí quán quân. Mariah Carey, Lady Gaga, Beyoncé và Pink về nhì với mỗi người sở hữu 6 ca khúc đứng đầu bảng. Britney Spears, Jennifer Lopez, Justin Timberlake, Avril Lavigne, Nelly và Katy Perry xếp ở vị trí thứ ba, mỗi người trong số họ có năm bài hát lọt vào tốp hạng nhất, với Boyz II Men, Ace of Base, Black Eyed Peas và 3 Doors Down là bốn ban nhạc thành công nhất, mỗi nhóm nắm trong tay ba dĩa đơn đầu bảng. JoJo trở thành nghệ sĩ hát solo trẻ tuổi nhất khi ca khúc "Leave (Get Out)" của cô giành vị trí #1 trên Mainstream Top 40 ở Hoa Kỳ. Lady Gaga là nghệ sĩ duy nhất khi cô có sáu đĩa đơn liên tiếp đạt hạng nhất, chỉ trừ "Eh, Eh (Nothing Else I Can Say)" vì không được phát hành tại Hoa Kỳ.

## Tiêu chuẩn trên bảng xếp hạng
Có tất cả là 40 vị trí trên bảng xếp hạng này và nó là hoàn toàn dựa trên tần sóng phát động của radio. 132 đài phát thanh Mainstream Top 40 được giám định bằng hệ thống điện tử trong suốt 24 giờ một ngày, bảy ngày một tuần của Nielsen Broadcast Data Systems. Bài hát muốn lọt vào xếp hạng này được tính tổng số quay mỗi tuần nếu làm cho lượng "khán giả ấn tượng" về nó càng nhiều thì vị trí xếp hạng càng cao, nhưng phải dựa trên thời gian chính xác của tần sóng và mỗi trạm dữ liệu nghe Arbitron.